# Bernd Hiemer
Bernd Hiemer (Memmingen, 23 febbraio 1983) è un pilota motociclistico tedesco pilota di Supermotard, partecipante al campionato mondiale Supermoto dal 2003, a 20 anni.
Lo stesso anno è campione europeo nella categoria 650cc su Husqvarna.
Nel 2005 è vicecampione del mondo S1, davanti al suo compagno di squadra Thierry Van Den Bosch nel team ufficiale KTM, con il quale l'anno successivo riesce a laurearsi campione del mondo. Dal 2007 corre nella categoria S1 (450cc) del mondiale Supermoto, vincendone il titolo l'anno successivo, nel 2008.
Nel 2009 un grave infortunio subito durante i test invernali lo costringe a saltare la prima metà della stagione, negandogli in partenza la rincorsa al titolo.
Nel 2010 cambia team ma non moto: dal team Miglio passa al team KTM Motoracing. Nel 2011 lascia le competizioni di supermotard per passare alla Moto2, correndo nel campionato spagnolo.

## Palmarès
- 1993: bebutto nel Motocross
- 1996: campione regionale Motocross classe 80cc
- 1997: partecipazione campionato tedesco Motocross classe 125
- 2001: debutto nel Supermotard
- 2001: 2º posto Coppa di Germania Supermoto classe Open (su Husqvarna)
- 2002: 6º posto campionato tedesco Supermoto (su Husqvarna)
- 2002: 19º posto campionato europeo Supermoto (su Husqvarna)
- 2003: 12º posto campionato del mondo Supermoto (su Husqvarna)
- 2003: campione europeo Supermoto classe 650cc (su Husqvarna)
- 2003: 3º posto campionato tedesco Supermoto (su Husqvarna)
- 2003: 3º posto generale Supermoto delle Nazioni (Team Deutschland) (su Husqvarna)
- 2003: 2º posto Extreme Supermotard di Bologna (su Husqvarna)
- 2004: 12º posto campionato del mondo Supermoto S1 (su Husqvarna)
- 2004: 5º posto generale Supermoto delle Nazioni (Team Deutschland) (su Husqvarna)
- 2004: campione tedesco Supermoto classe Prestige (su Husqvarna)
- 2004: campione d'Austria Supermoto (su Husqvarna)
- 2005: 2º posto campionato del mondo Supermoto S1 (su KTM)
- 2005: 2º posto campionato tedesco Supermoto classe Open (su KTM)
- 2005: vincitore Superbikers di Mettet (su KTM)
- 2006: campione del mondo Supermoto S1 (su KTM)
- 2006: 3º posto campionato tedesco Supermoto classe Open (su KTM)
- 2006: 24º posto campionato tedesco Supermoto classe 450 (1 gara su 6) (su KTM)
- 2006: 20º posto Internazionali d'Italia Supermoto classe Prestige (1 gara su 6) (su KTM)
- 2006: 19º posto campionato AMA Supermoto (1 gara su 10) (su KTM)
- 2006: 15º posto campionato austriaco Supermoto S1 (1 gara su 6) (su KTM)
- 2007: 4º posto campionato del mondo Supermoto S1 (su KTM)
- 2007: 4º posto generale Supermoto delle Nazioni (Team Deutschland) (su KTM)
- 2007: campione Internazionali d'Italia Supermoto S1 (su KTM)
- 2007: 5º posto campionato tedesco Supermoto S1 (4 gare su 6) (su KTM)
- 2008: campione del mondo Supermoto S1 (su KTM)
- 2008: 4º posto Internazionali d'Italia Supermoto S1 (su KTM)
- 2008: 2º posto Extreme Supermotard di Bologna (su KTM)
- 2009: 16º posto campionato del mondo Supermoto S1 (1 GP su 7) (su KTM)
- 2010: 10º posto campionato tedesco Supermoto S1 (3 gare su 6) (su KTM)
- 2010: 6º posto Internazionali d'Italia Supermoto S1 (su KTM)
- 2010: 8º posto campionato del mondo Supermoto S1 (su KTM) - infortunio
- 2010: 5º posto generale al Supermoto delle Nazioni (Team Deutschland) (su KTM)
- 2010: 10º posto Supermotard Indoor De Tours (su KTM)
- 2011: 18º posto Superbikers di Mettet (su KTM)

## Curiosità
- Spesso prima della gara si inginocchia davanti alla griglia di partenza e a occhi chiusi ripassa il tracciato da affrontare.
- È spesso presente alla saldatura dei suoi telai. Una volta in una serie di tre telai ne ha rifiutato uno perché saldato da un tecnico differente.
- È soprannominato Asphalt Surfer o l'Automa.
- Il suo punto debole è sempre stata la guida su sterrato. Dal 2007 prende lezioni di guida offroad da Stefan Everts.
- Il suo circuito preferito è quello di Melk, in Austria.
- Il suo pilota preferito è il belga Stefan Everts.